# Славянское сельское поселение (Нововаршавский район)
Славянское се́льское поселе́ние — муниципальное образование в Нововаршавском районе Омской области Российской Федерации.
Административный центр — село Славянка.

## История
Статус и границы сельского поселения установлены Законом Омской области от 30 июля 2004 года № 548-ОЗ «О границах и статусе муниципальных образований Омской области»

## Население
| 2010  | 2011  | 2012  | 2013  | 2014  | 2015  | 2016  |
| ----- | ----- | ----- | ----- | ----- | ----- | ----- |
| 2101  | ↘2100 | ↘1993 | ↘1952 | ↘1904 | ↗1910 | ↘1886 |
| 2017  | 2018  | 2019  | 2020  | 2021  | 2023  |       |
| ↘1855 | ↘1845 | ↘1809 | ↘1767 | ↘1756 | ↘1734 |       |

## Состав сельского поселения
| № | Населённый пункт | Тип населённого пункта       | Население |
| - | ---------------- | ---------------------------- | --------- |
| 1 | Славянка         | село, административный центр | ↘1734     |